# One lecą na kasę
One lecą na kasę – drugi i ostatni singel z kompilacji Krzysztofa "K.A.S.Y." Kasowskiego pt. Best 1996-2003. Zawiera utwór One lecą na kasę, 6 wersji utworu KasMan, nową wersję utworu Dżu-dżu, prezentację multimedialną i teledysk KasMan (by Sparky).
Do utworów One lecą na kasę i KasMan (by Sparky) powstały teledyski.

## Lista utworów
Opracowano na podstawie materiału źródłowego.
1. One lecą na kasę (radio cut) – 3:00
2. KasMan (by K.A.S.A.) – 2:46
3. KasMan (by Sparky) – 4:46
4. KasMan (by KaDUBra) – 5:00
5. KasMan (by Makaruk) – 4:49
6. KasMan (by Groove HQ – wersja długa) – 5:05
7. KasMan (by Groove HQ – wersja krótka) – 3:47
8. Dżu-dżu (by Groove HQ) – 4:37

Płyta zawiera również prezentację multimedialną oraz teledysk KasMan (by Sparky).

## Twórcy
- Krzysztof Kasowski – śpiew, muzyka, teksty
- Jacek Gawłowski – mastering i miksowanie
- Izabela Janicka-Jończyk – menadżerka